# История Нерилки
История Нерилки  (1985) — это научно-фантастический роман эпопеи «Всадники Перна» американской писательницы Энн МакКефри, входящий в дилогию «Древний Перн» и повествующий о пандемии на Перн.

## Описание сюжета
Нерилка оставшаяся одна, после того как её отец, мать и сестры отправились на первое собрание Алессана, лорда Руата, после его утверждения. Болезнь ударяет по Руату, а отец Нерилки, Толокамп, нарушая карантин, возвращается домой. Вскоре приходят печальные вести о смерти матери и сестер Нерилки, и Толокамп приводит себе замену, свою любовницу и её семейство. Нерилка, не желая подчиняться неопытной мачехе, а также стыдясь бездействия отца, решает покинуть родной Холд и отправляется на поиски лучшей жизни.